# Ba Bể nationalpark

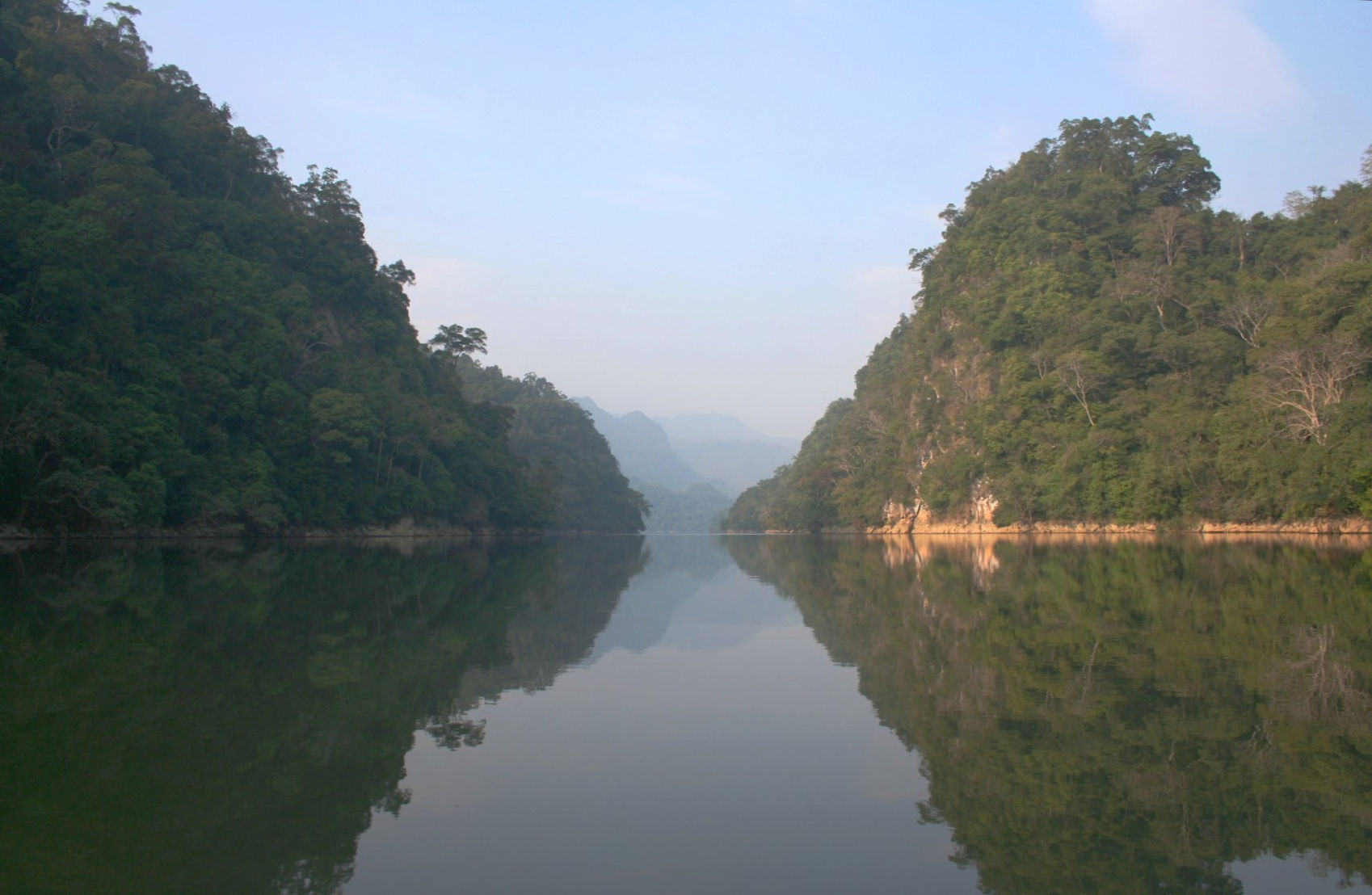
Ba Bể sjön

Ba Bể Nationalpark är en vietnamesisk nationalpark i Bắc Kạn–provinsen i nordöstra Vietnam. Den ligger ca 240 kilometer nordväst om Hanoi, ca 70 km nordväst om Bac Kan och ca 14 km väst om Cho Ra. Namnet "Ba Bể" betyder "tre sjöar" och syftar på Ba Bể–sjön som parken omger. Syftet med parken är att bevara denna färskvattensjö och landskapet runtomkring. Detta sker bland annat i samverkan med boende i området som tidigare använt fiske-, jakt- och jordbruksmetoder som varit skadliga för naturen men som nu har ersatts av alternativa metoder. Parken etablerades 1977 och fick status som nationalpark 1992. Den täcker en area av 100,48 km² och erbjuder möjlighet till övernattning och en ekologisk forskningsstation som öppnades 2004. 

## Flora och fauna
Vegetationen består av kalkstensmark och skog som behåller sina löv året om. Över kalkstenen är jordlagret tunt, medan övrig mark har ett tjockare jordlager och en större artrikedom. 65 däggdjursarter har dokumenterats i parken, till exempel myrkottar, tröglorier, rhesusapa, utter, kragbjörn, Owstons palmmård, asiatisk guldkatt, sydlig serov och flera arter av ekorrar och fladdermöss. Dessutom har förekomsten av 233 fågelarter, 43 reptiler och amfibier och ett stort antal fjärilsarter noterats.

## Natursköna kännetecken för parken

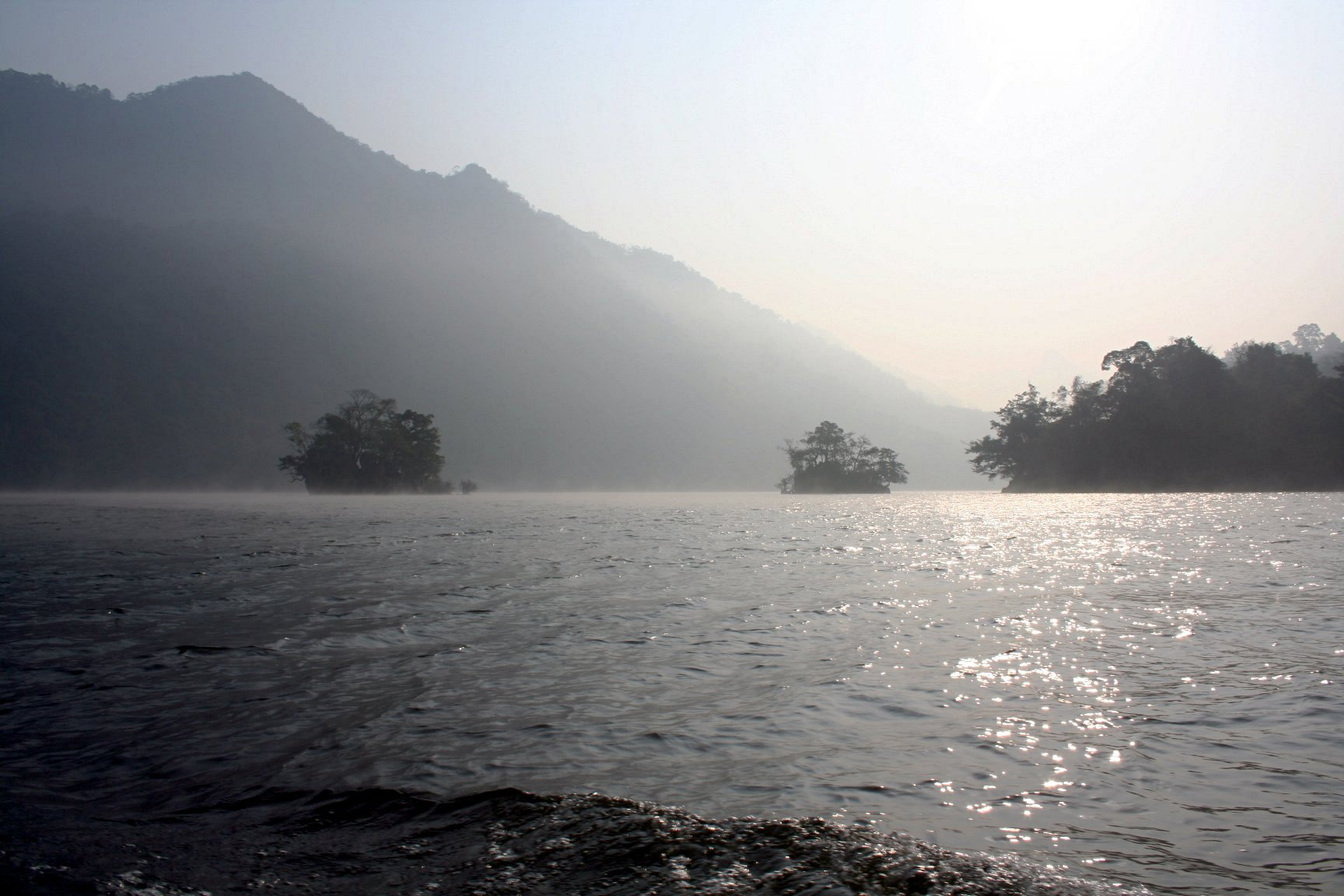
Morgondimma över Ba Bê-sjön

Parken är centrerad kring den 8 kilometer långa Ba Bê-sjön. Den är Vietnams högst belägna sjö, 150 meter över havet. Dess yta är mellan 3 och 5 km² beroende på säsong. Djupaste delen av sjön är 35 meter. Puonggrottan är belägen i norra delen av parken genom vilken en del av Nangfloden flyter. Huvudgrottan är 50 meter hög och 300 meter lång. Tusentals fladdermöss av 18 olika arter bebor grottan. Ao Tien (Fedammen) är en klippbassäng med klart vatten som sipprar genom den omgivande kalkstensklippan. Hit går feer för att ta ett bad eller spela schack enligt legenden. Dau Dang-vattenfallet formas av Nangfloden som flyter ner till Ba Be-sjön. Den består av flera forsar som sträcker sig över en längd av en kilometer. I Ba Be-sjön ligger änkans ö, enligt legenden bodde en gammal änka här som klarade sig undan en översvämning tack vare ett gudomligt ingripande.

## Bildgalleri

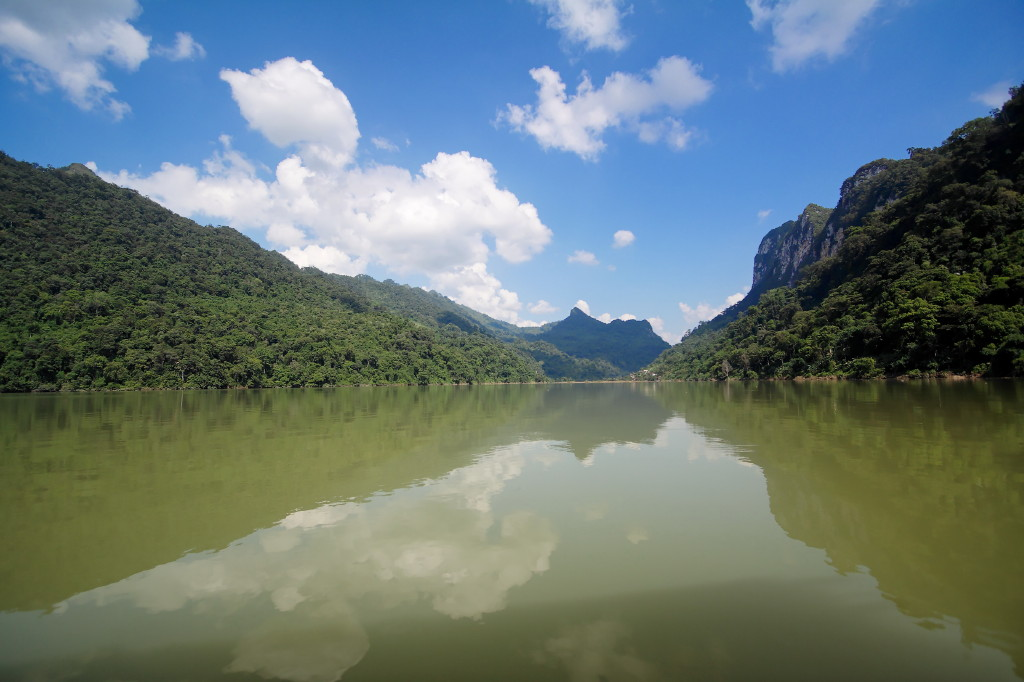
Ba Bê-sjön under regnperioden
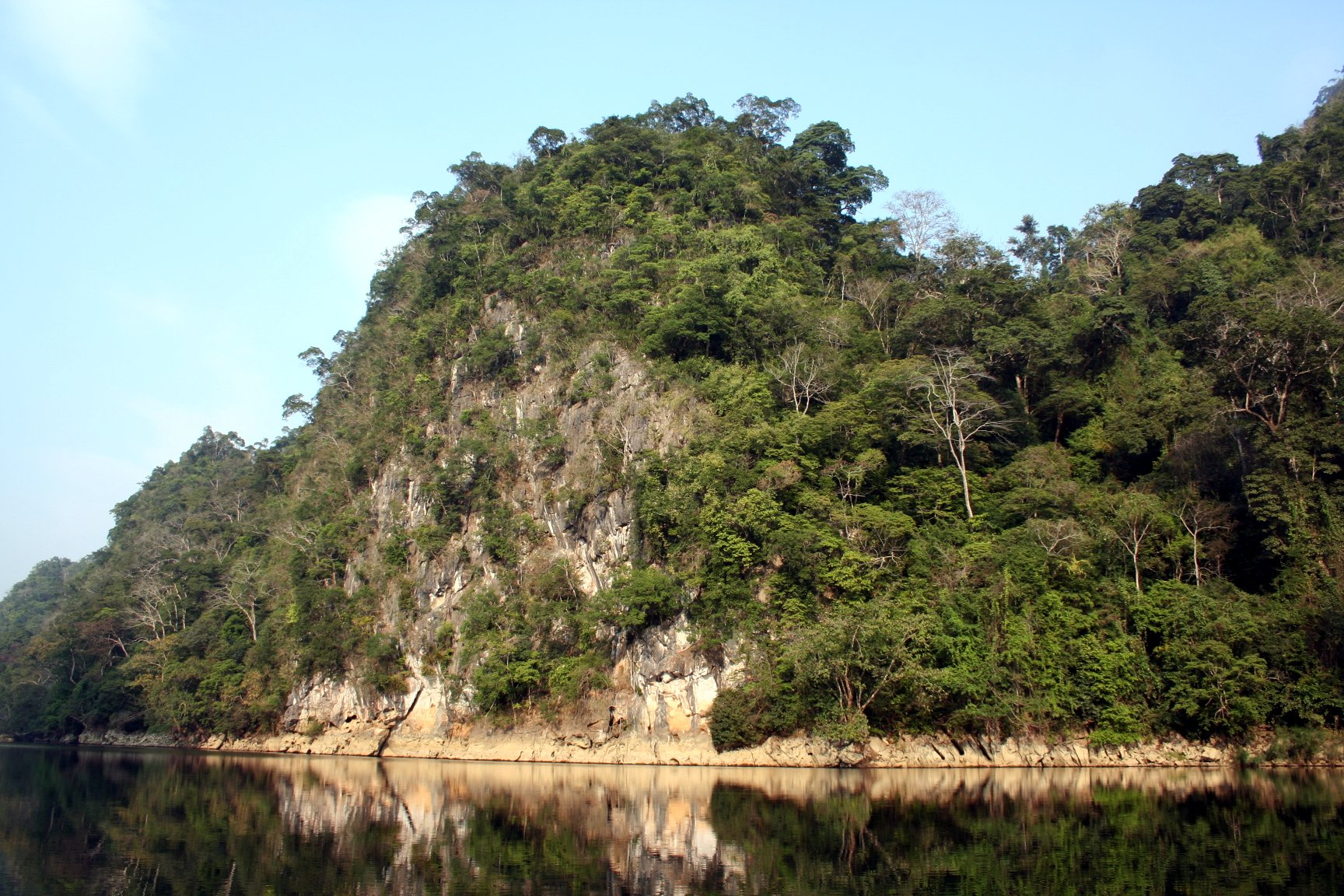
Kalkstensklippa vid Ba Bể-sjön